# Autostrada A831 (Niemcy)
Autostrada A831 (niem. Bundesautobahn 831 (BAB 831) także Autobahn 831 (A831)) – autostrada w Niemczech, która jest przedłużeniem autostrady A81 na węźle Kreuz Stuttgart w kierunku Stuttgartu w Badenii-Wirtembergii. Jest to najkrótsza autostrada w Niemczech. 